# أحمد العسكر
أحمد العسكر، لاعب كرة قدم قطري، من مواليد 1 يناير 1994 . يلعب حاليا مع نادي الوعب.

## مسيرة اللاعب
كانت بداياته مع نادي الغرافة و انتقل إلى نادي السيلية في عام 2014 و إنتقل إلى نادي المريخية عام 2017 و وقع مع نادي الخور مطلع عام 2018 و انتقل إلى نادي مسيمير في عام 2020 و بعدها وقع مع نادي الوعب .

## روابط خارجية
- أحمد العسكر على موقع Soccerway.com (الإنجليزية)